# (11896) Camelbeeck
(11896) Camelbeeck est un astéroïde de la ceinture principale.

## Description
(11896) Camelbeeck est un astéroïde de la ceinture principale. Il fut découvert le 8 avril 1991 à L'Observatoire de La Silla par Eric Walter Elst. Il présente une orbite caractérisée par un demi-grand axe de 2,41 UA, une excentricité de 0,16 et une inclinaison de 2,0° par rapport à l'écliptique.

## Compléments